# Akira Nagatsuma

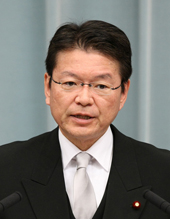
Akira Nagatsuma (Juni 2010)

Akira Nagatsuma (jap. 長妻 昭 Nagatsuma Akira; * 14. Juni 1960 im Bezirk Nerima (Teil von „Tokio“), Präfektur Tokio) ist ein japanischer Politiker (Heisei Ishin no Kai→Neue Partei Sakigake→Demokratische Partei→Demokratische Fortschrittspartei→Konstitutionell-Demokratische Partei), Abgeordneter im Shūgiin, dem Unterhaus der Kokkai, für den 27. Wahlkreis der Präfektur Tokio und war von September 2009 bis September 2010 Minister für Gesundheit, Arbeit und Soziales, zuerst im Kabinett Hatoyama, dann im Kabinett Kan.
Nagatsuma, Absolvent der Keiō-Universität, arbeitete nach seinem Studienabschluss zunächst für Nippon Denki, dann als Journalist für Nikkei Business, die Publikation eines Tochterunternehmens der Nihon Keizai Shimbun-sha. Bei der Wahl von 1995 zum Sangiin, dem Oberhaus, kandidierte Nagatsuma für das Heisei Ishin no Kai (平成維新の会, „Versammlung für eine Heisei-Restauration“), eine reformistische politische Gruppierung, auf dem achten Platz der Verhältniswahlliste. Das Heisei Ishin no Kai erhielt jedoch keine Sitze. Ein Jahr später trat er bei der Shūgiin-Wahl 1996 im neu geschaffenen Einzelwahlkreis Tokio 10 für die Demokratische Partei an, erhielt aber nur den dritthöchsten Stimmenanteil.
2000 wurde Nagatsuma nun im 7. Wahlkreis Tokio, wo er den ehemaligen Minister Shigeru Kasuya (LDP) schlagen konnte, erstmals ins Shūgiin gewählt. Er wurde seither bis einschließlich 2021 siebenmal als Abgeordneter bestätigt – 2005 nur über den Verhältniswahlblock Tokio. Bei der Wahl 2014 gewann Nagatsuma präfekturweit den einzigen Wahlkreis für die Demokraten und einen von nur zwei für die Opposition (der andere war Mito Kakizawa im Wahlkreis 15, damals Ishin no Tō, später unter anderem Demokratische Fortschrittspartei, heute LDP).
Nagatsuma trug im Parlament maßgeblich zur Aufdeckung des Skandals um verlorengegangene Rentenaufzeichnungen bei, der den Wahlkampf zur Sangiin-Wahl 2007 bestimmte. Für seine Auseinandersetzung mit Rentenpolitik erhielt er auch den Spitznamen „Mr. Rente“ (ミスター年金, misutā nenkin). Im selben Jahr wurde er im Schattenkabinett der Demokratischen Partei als Schattenminister für Rentenfragen geführt. Nach dem Wahlsieg der Demokratischen Partei 2009 berief ihn Premierminister Yukio Hatoyama als Minister für Gesundheit, Arbeit und Soziales ins Kabinett und übertrug ihm die Zuständigkeit für Rentenreform (nenkin kaikaku). 2010 wurde er unter Premierminister Naoto Kan durch Ritsuo Hosokawa abgelöst.
Von 2012 bis 2015 war Nagatsuma einer der stellvertretenden Generalsekretäre (kanjichō daikō) der Demokratischen Partei. 2015 kandidierte er bei der Wahl des Parteivorsitzenden, unterlag aber im ersten Wahlgang Gōshi Hosono und Katsuya Okada, von 2015 bis 2016 war er unter Okada einer der stellvertretenden Parteivorsitzenden der Demokratischen Partei und der 2016 gegründeten Nachfolgepartei Minshintō.
Angesichts der Shūgiin-Wahl 2017 wechselte Nagatsuma in die kurz zuvor neu gegründete Konstitutionell-Demokratische Partei und war bis zu deren Neugründung 2020 [einziger & erster] stellvertretender Vorsitzender (daihyō-daikō), in der „neuen“ KDP wurde er einer von mehreren „Vizevorsitzenden“ (fuku-daihyō; den inzwischen ebenfalls mehreren daihyō-daikō nachgeordnet). Von 2022 bis 2024 führte er unter Kenta Izumi den politischen Forschungsrat der Partei, seitdem ist er einer von drei „stellvertretenden Vorsitzenden“ (daihyō-daikō).
Nach der 2022 beschlossenen Neuverteilung von Mandaten, bei der Tokio fünf Sitze hinzugewann, wechselte Nagatsuma in den neuen Wahlkreis 27. Diesen gewann er bei der Wahl 2024 mit absoluter Mehrheit.